# Manchester Metrolink

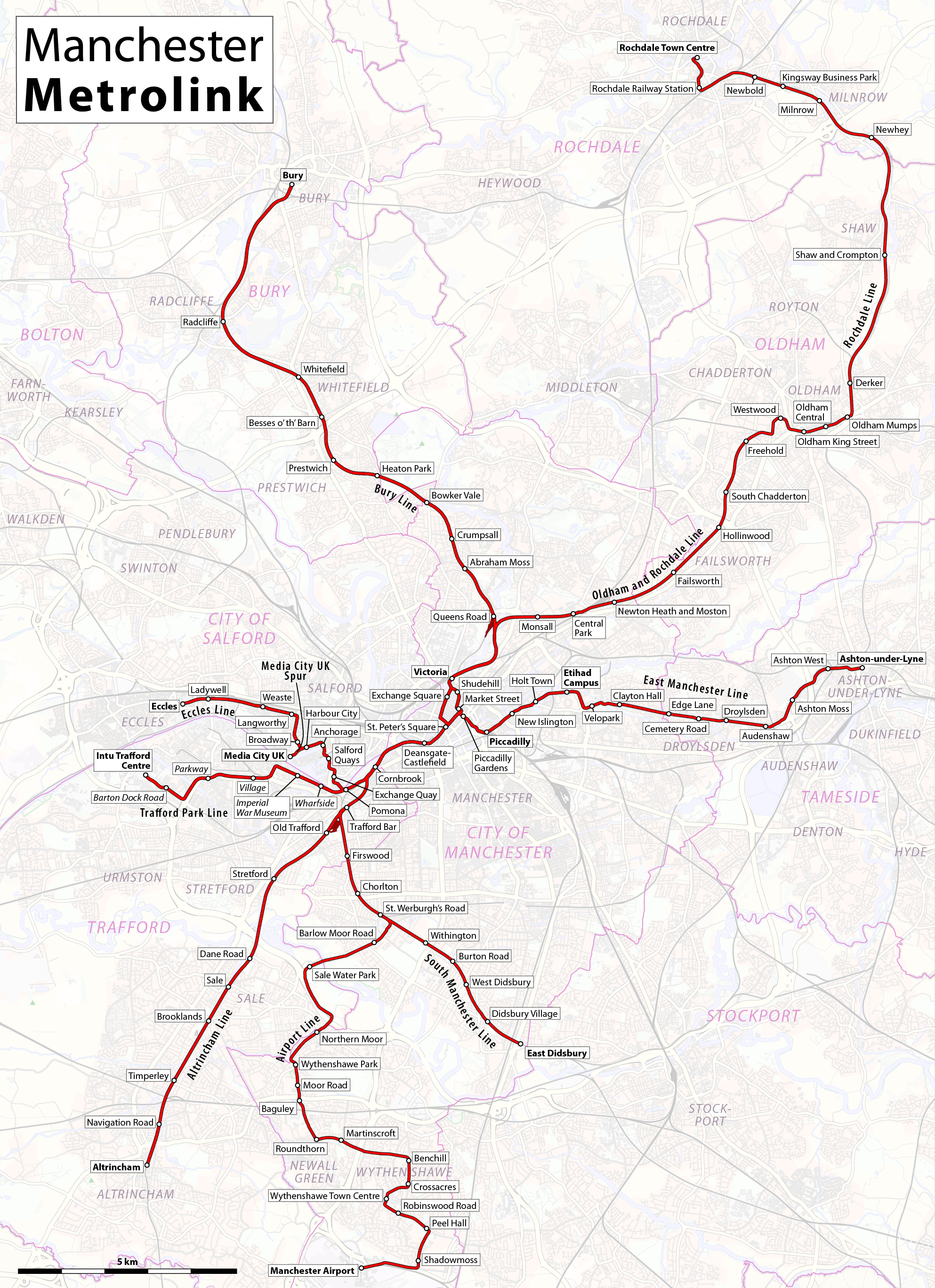

De Manchester Metrolink is een tram/lightrail-netwerk in Greater Manchester in het Verenigd Koninkrijk. Het werd in 1992 geopend en bestaat sinds 2020 uit negen lijnen die van het centrum van Manchester uitwaaieren. Enkele lijnen maken gebruik van voormalige spoortrajecten, hoewel men er niet samen rijdt met treinen zoals bij de Stadtbahn van Karlsruhe.
Bestemmingen zijn onder meer Altrincham, Bury, Eccles, Rochdale, Didsbury, Ashton-under-Lyne en Manchester Airport. Metrolink heeft 99 haltes langs 103 kilometer normaalspoor, waarmee dit het grootste tramnet van het land is. Dagelijks worden er 130.000 ritten gemaakt. Van 1877 tot in 1949 had Manchester een klassiek tramnetwerk, dat op het hoogtepunt in 1930 een omvang had van 262 km.

## Materieel
In Manchester is het gebruikelijk om voor elk nieuw tramtype de naam van de fabrikant te gebruiken. Het overzicht is van december 2022.
Huidig
- M5000 Van 2009 tot 2022 werden van Bombardier 147 enkelgelede trams van dit type geleverd. Ze zijn nog allemaal in dienst. Deze gelede sneltrams rijden meestal gekoppeld.

Voormalig
- T-68(A) In 1991, 1992 en 1999 werden van AnsaldoBreda 32 enkelgelede trams van dit type geleverd. Ze zijn tot en met 2014 uit dienst gegaan. Deze gelede sneltrams reden soms gekoppeld.

## Galerij

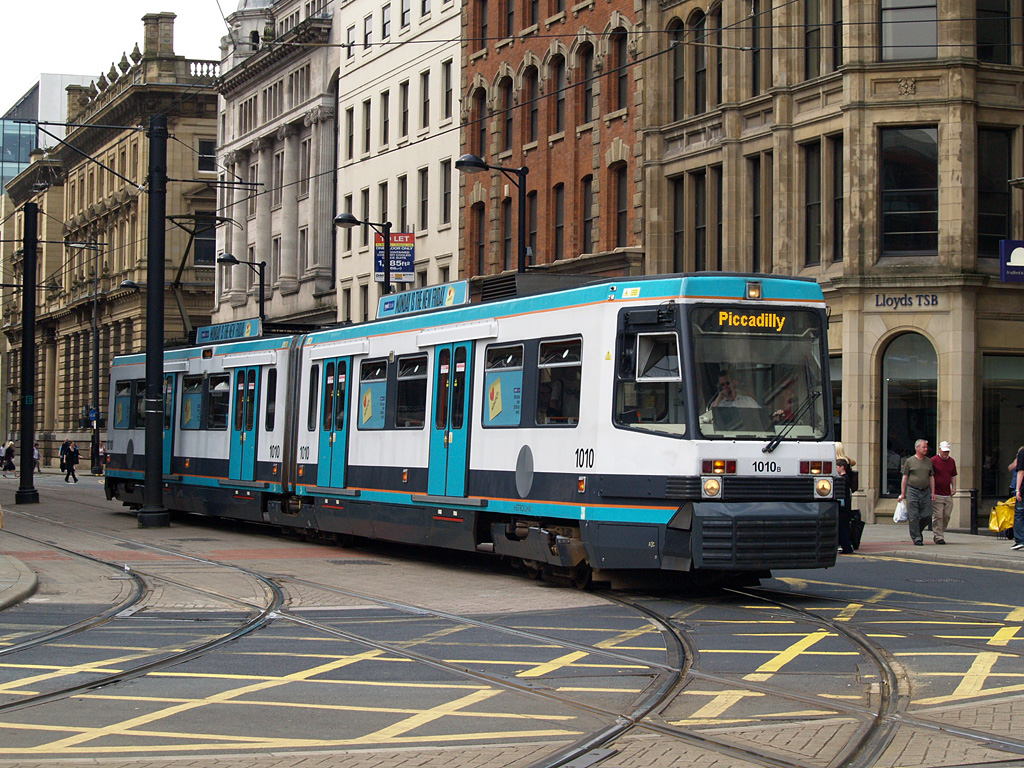
Tram type T-68 van Ansaldo.
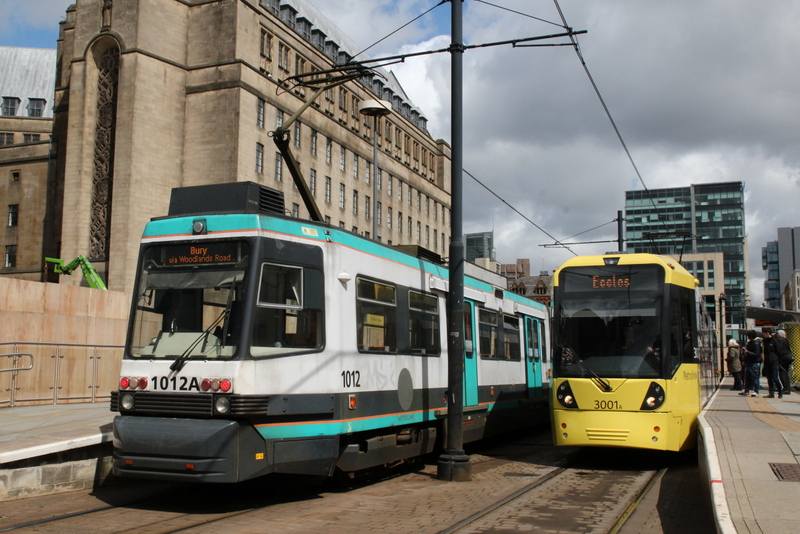
Trams op het St. Peter's Square.
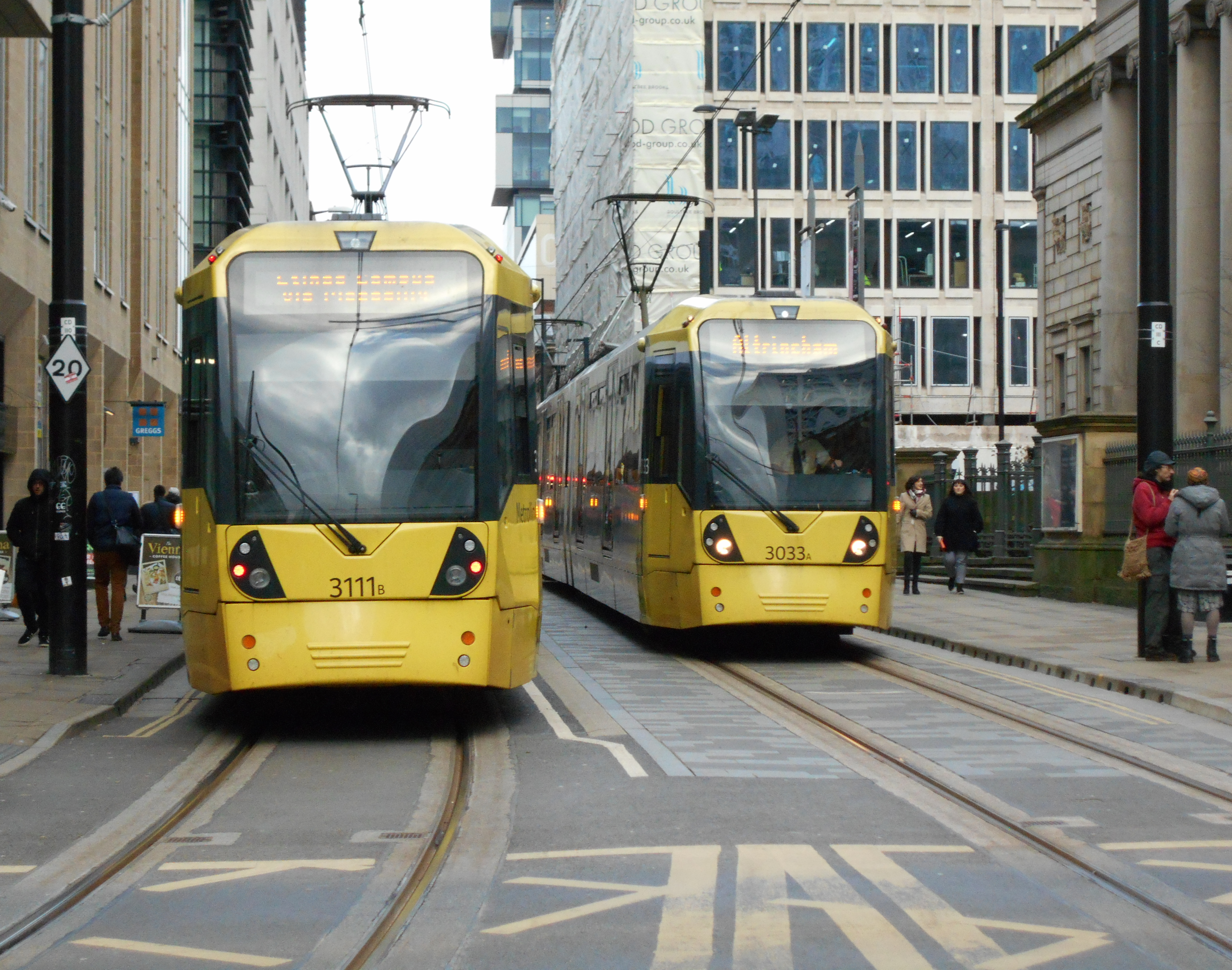
Trams van het huidige type M5000.